# Abelardo Oquendo
Abelardo Oquendo Cueto (Callao, 16 de enero de 1930-Lima, 31 de julio de 2018) fue un crítico literario, editor y docente universitario peruano.

## Biografía
Hijo de Abelardo Oquendo y Delia Cueto.
Ingresó a la Pontificia Universidad Católica del Perú, donde cursó lingüística y literatura. Pasó becado a España para hacer una tesis doctoral sobre los paremios en la obra de Ricardo Palma. Abandonó Letras e ingresó a la Universidad Mayor de San Marcos para estudiar derecho. Llegó incluso a recibirse y a trabajar en un estudio de abogados., pero finalmente optó por dedicarse a la docencia y la crítica literaria.
Fue jefe del departamento de Humanidades de la Universidad Nacional de Ingeniería, donde también fue director universitario de proyección social.
Aunque en sus años universitarios tuvo algunos escarceos narrativos y poéticos, optó por dedicarse casi plenamente a la crítica literaria, bien sea a través del artículo periodístico, el ensayo literario, o el prólogo de obras de creación. Sus colaboraciones aparecieron en los diarios limeños El Comercio —de cuyo suplemento El Dominical fue director de la sección cultural—; Expreso;  La Crónica.
También se enfocó en la edición de revistas literarias. Con Luis Loayza fundó Cuadernos de composición (1955), que a decir de él mismo, no se trataba precisamente de una revista, sino de un proyecto literario que convocaba a diversos autores a hacer un ensayo de un tema específico. No pasó del primer número.
Luego, también junto con Loayza, inició la revista Literatura, proyecto al que se sumó Mario Vargas Llosa, entonces estudiante sanmarquino. Los tres habían forjado una estrecha amistad y se les solía ver juntos, tal como lo rememora Vargas Llosa en sus memorias. Oquendo mereció de parte de sus amigos el apelativo de El Delfín, por su trato formal y refinado, casi cortesano. Mientras que Loayza era El borgiano de Petit Thouars, y Vargas Llosa El sartrecillo valiente —ello aludía a la admiración que sentían por Borges y Sartre, respectivamente—. Literatura solo llegó al tercer número. El triunvirato se deshizo también, cuando Vargas Llosa y Loayza partieron a Europa. En 1969, Vargas Llosa dedicó a Oquendo su novela Conversación en La Catedral.
Oquendo incursionó también en la labor editorial. En 1972, junto con Mirko Lauer fundó Mosca Azul Editores, que a lo largo de su historia publicó unos 500 títulos, convirtiéndose en una de las editoriales más prestigiadas del Perú. En 1979, también junto a Lauer, fundó la revista literaria Hueso Húmero, de la que fue director, y que pese a su intermitente trayectoria, se mantiene aún y ha llegado al número 66 (febrero de 2017). También colaboró en las revistas Amaru y Proceso.
Fue jurado en diversos concursos literarios tanto en su país como en el exterior; entre ellos, el Premio Casa de las Américas en Cuba y el Premio de Literatura Latinoamericana y del Caribe Juan Rulfo en México.
Fue también subdirector de la Casa de la Cultura del Perú —antecedente del Instituto Nacional de Cultura y del Ministerio de Cultura del Perú—.
Falleció en Lima el martes 31 de julio de 2018 en horas de la madrugada.

## Publicaciones
- Poesía, continuidad maravillosa (1958)
- Breve manual de puntuación (1969)
- Vuelta a otra margen (1970), en colaboración con Mirko Lauer.
- Narrativa Peruana (1950-1970) (1972)
- Surrealistas y otros peruanos insulares (1973), en colaboración con Mirko Lauer.
- José María Arguedas. Un mundo de demonios y de fuego (1993)